# Klondike (pel·lícula de 2022)
Klondike (ucraïnès: Клондайк) és una pel·lícula dramàtica, ucraïnesa del 2022 escrita i dirigida per Marina Er Horbatx. Narra la història d'una família ucraïnesa que viu a la frontera entre Ucraïna i Rússia durant l'inici de la guerra del Donbàs el 2014. Ha estat subtitulada al català a la plataforma de cinema en línia Filmin.
Es va estrenar mundialment a la secció World Cinema Dramatic Competition del Festival de Cinema de Sundance 2022 on va guanyar el premi a la direcció de Cinema Dramàtic (World Cinema - Dramatic).
Va obtenir el Premi del Jurat ecumènic en la 72a Berlinale on també va ser nominada al premi Panorama Audience.
Candidata oficial d'Ucraïna a la preselecció dels Oscars a la millor pel·lícula internacional.

## Argument
Juliol de 2014. Els futurs pares Irka i Tolik viuen a la regió de Donetsk, a l'est d'Ucraïna, prop de la frontera russa, territori en disputa als primers dies de la guerra del Donbàs. L'espera del naixement del seu primer fill es veu interrompuda violentament a mesura que l'accident del vol MH17 eleva la tensió que envolta el seu poble. Les restes imminents de l'avió abatut i una previsible invasió de l'altra bàndol que s'acosta emfatitzen el trauma del moment.
Com que els amics separatistes de Tolik esperen que s'uneixi als seus esforços, el germà d'Irka està enfurismat per les sospites que la parella hagi traït Ucraïna. Irka es nega a ser evacuada encara que el poble sigui capturat per les forces armades, i intenta fer les paus entre el seu marit i el seu germà demanant-los que reparin la seva casa bombardejada.

## Repartiment
- Oksana Cherkashyna: Irka
- Sergey Shadrin: Tolik
- Oleh Shcherbyna: Yarik
- Oleh Shevchuk: Sanya

## Al voltant de la pel·lícula
Marina Er Horbatx va estudiar al Teatre Nacional I. K. Karpenko-Kary de Kíiv, a la Universitat de Cinema i Televisió i posteriorment a l'Escola Màster de Direcció Cinematogràfica Andrzej Wajda a Polònia. És membre de l'Acadèmia de Cinema Europea des del 2017. Klondike és la primera pel·lícula que ha escrit i dirigit en solitari, les anteriors les havia dirigit amb el seu marit Mehmet Bahadir Er.
L'objectiu realista de Klondike era "apropar una guerra mundial al públic", ja que no va començar el 2022, sinó que es remunta a l'any 2014. La directora va finançar personalment un avanç del film i va dir als coproductors que encara que no l'haguessin rodat, haurien assistit a diferents esdeveniments de la indústria del cinema per ensenyar-la a la gent i recordar-los la catàstrofe i la guerra a Ucraïna.
Pel que fa al finançament, Gorbach va revelar que l'equip va sol·licitar finançament nacional el 2017, però en aquell moment l'Agència Estatal de Cinema d'Ucraïna no va atorgar el seu suport. Mentrestant, van crear la seva pròpia empresa, nomenant el director Svyatoslav Bulakovskiy com a productor principal qui també va ser el Director de Fotografia. Aleshores, van tornar a sol·licitar finançament, aquesta vegada amb èxit. També va destacar com les tensions i la guerra al Donbàs van ser ignorades pels mitjans occidentals al llarg dels anys i que cap organisme europeu va donar suport al seu projecte, i Turquia va acabar sent un país coproductor.
L'elecció del títol Klondike per la pel·lícula va ser molt simbòlica, i es pretenia connectar amb els espectadors estatunidencs, tenint en compte ja una possible estrena a Sundance. Er Gorbach va seguir la seva estratègia inicial fins al final, mostrant a Sundance un tall sense edició de so i correcció de color definitiva.
La pel·lícula es va rodar a Kubanka, població de la regió d'Odessa, abans de la invasió rusa.

## Recepció
Klondike obté a Rotten Tomatoes una valoració positiva del 96% dels crítics sobre un total de 25 revisions, amb una valoració mitjana de 7,6/10.

### Crítica
Per Andrew Haigh, director i guionista anglès i membre del Jurat del Festival de Sundance 2022, Klondike és 'una peça de cinema emocionant, meticulosament emmarcada, exquisidament bloquejada i bellament interpretada, aquesta és una pel·lícula sobre les eleccions que fem mentre el món es trenca.'
Guy Lodge a Variety considera que aa pel·lícula d'Er Gorbach segueix sent difícil, amb la seva visió del món implacablement deprimida només esporàdicament temperada per un humor mordent i la considerable bellesa de les profundes i desolades composicions de pantalla panoràmica del director de fotografia Sviatoslav Bulakovskyi.